# انید (فیلم)
انید (انگلیسی: Enid) فیلمی در ژانر زندگینامه‌ای است که در سال ۲۰۰۹ منتشر شد. از بازیگران آن می‌توان به هلنا بونهام کارتر، متیو مک‌فادین، و دنیس لاسن اشاره کرد. این فیلم بر اساس زندگی انید بلایتون نویسندهٔ کودک ساخته شده است.